# Serhij Melnyk
Serhij Iwanowycz Melnyk, ukr. Сергій Іванович Мельник (ur. 22 lutego 1965 w miejscowości Mołomołynci w rejonie chmielnickim) – ukraiński polityk, ekonomista i samorządowiec, od 2006 do 2014 prezydent Chmielnickiego, poseł do Rady Najwyższej.

## Życiorys
Ukończył technikum spółdzielcze w Chmielnickim, następnie studiował w Chmielnickim Instytucie Technologicznym, gdzie w 1990 uzyskał magisterium w dziedzinie księgowości i analizy działalności gospodarczej. W latach 1984–1986 służył w Armii Radzieckiej. Od 1990 do 1992 pracował jako ekonomista w wydziale planowania i finansów obwodowego zarządu mieszkaniowo-komunalnego w Chmielnickim oraz jako księgowy w tejże instytucji. W latach 1992–1993 zatrudniony jako główny księgowy zarządu gospodarki mieszkaniowo–komunalnej Chmielnickiej Obwodowej Administracji Państwowej. W 1993 uzyskał nominację na stanowisko zastępcy dyrektora wydziału finansowego urzędu miejskiego w Chmielnickim. Rok później został naczelnikiem wydziału planowania i analizy gospodarczej urzędu miejskiego oraz dyrektorem wydziału finansów.
W 1998 został wiceprezydentem ds. działalności organów wykonawczych rady miejskiej, wciąż zarządzając wydziałem finansowym. W 2000 przejął obowiązki dyrektora departamentu finansów lokalnych oraz zastępcy dyrektora sekretariatu związku władz lokalnych i regionalnych Ukrainy. Brał udział w pracach nad kodeksem budżetowym Ukrainy. W lipcu 2002 uzyskał nominację na dyrektora departamentu budżetowego Ministerstwa Finansów. W 2002 został również dyrektorem wydziału finansowego Chmielnickiej Obwodowej Administracji Państwowej, a rok później wicedyrektorem tej administracji.
Stanął na czele obwodowych oddziałów stowarzyszenia miast Ukrainy oraz związku ekonomistów Ukrainy. Wszedł w skład zarządu stowarzyszenia miast i gmin Ukrainy oraz rządowej komisji ds. samorządu terytorialnego. W 2006 został wybrany na prezydenta Chmielnickiego, w 2010 z powodzeniem ubiegał się o reelekcję.
W 2014 Serhij Melnyk uzyskał mandat deputowanego VIII kadencji, kandydując jako niezależny (deklarując przynależność do partii Batkiwszczyna) w jednym z okręgów obwodu chmielnickiego. Zgłosił następnie akces do frakcji Bloku Petra Poroszenki.